# 甲府都市圏

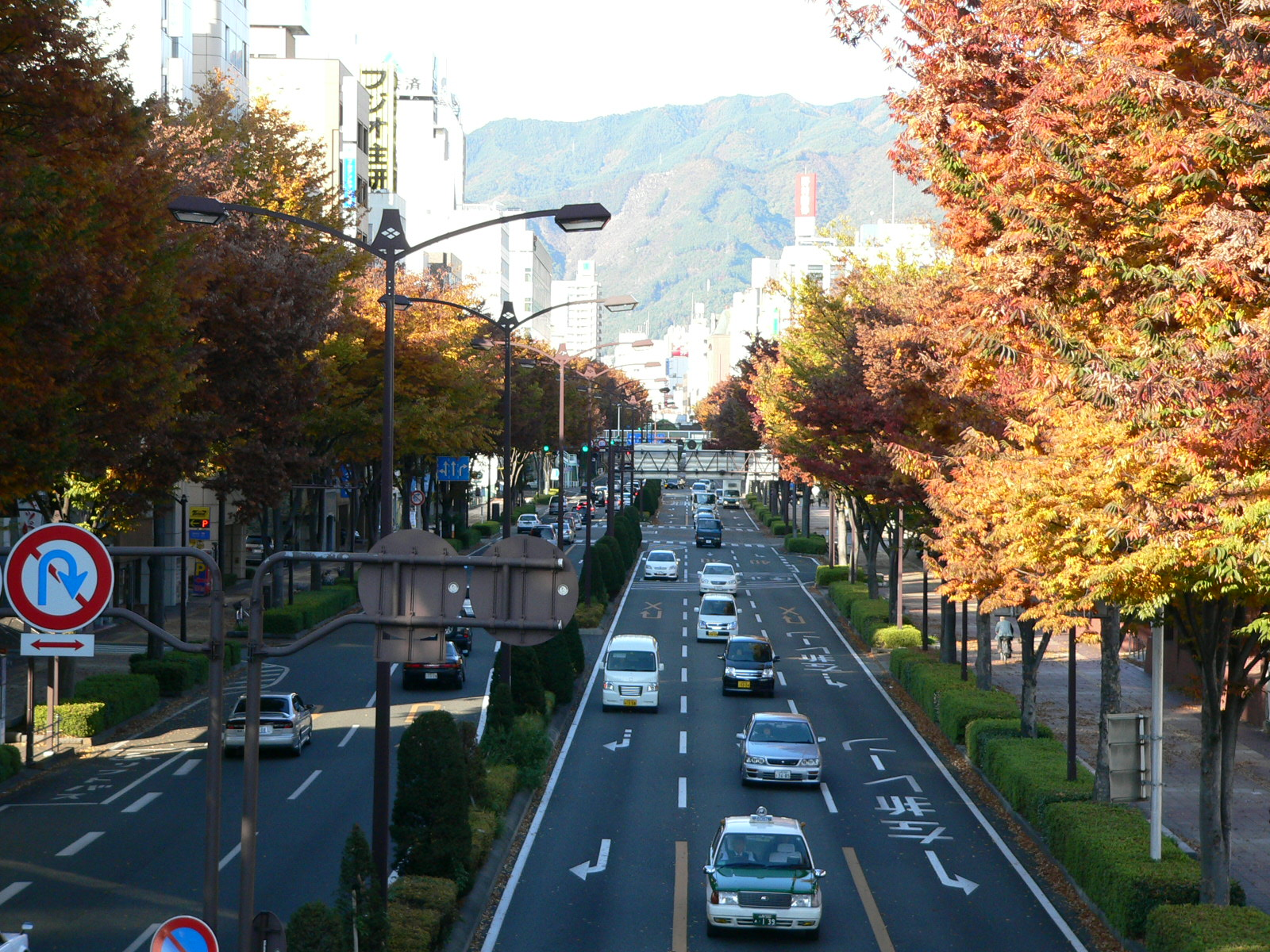
甲府都市圏中心部（平和通り）

甲府都市圏（こうふとしけん）は、山梨県甲府市を中心とする都市圏である。

## 概要
可住地が限られている山梨県において、ほぼ甲府盆地一帯が都市圏である。中心部である甲府市の人口は一貫して減り続けていたのに対し、都市圏人口は2000年の国勢調査まで増え続けていた。理由として甲府市は可住地面積が少なく居住できる敷地が限られているのに対し、郊外は可住地に余裕があるため住宅地を求めて人が市内から市外へ転出している事が挙げられる。
このため後述に示すとおり甲府市の昼夜間人口比率の差が激しく、人口5万以上の都市としては高い水準にある。また、これが影響して人口が減少している中心部の商業施設が衰退の一途を辿っているのに対し、人口が増加している周辺部に大型商業施設が乱立している状況になっている。

## 定義
大きく分けて甲府都市圏、甲府都市雇用圏、甲府広域市町村圏の3つがあり、それぞれ性質や目的が異なる。

### 都市圏
国土交通省が基準として定めている範囲。下記の9市3町が対象で圏内の総面積は2,278.51km2（参考までに東京都の面積が2,190.93km2、岐阜県高山市の面積が2,177.61km2）、人口は632,097人。うち核都市である甲府市の人口は193,125人、昼夜人口比率は114.2％と同省の定義による核都市の条件を満たしている。
- 市域（甲府市、甲斐市、韮崎市、北杜市、南アルプス市、中央市、笛吹市、山梨市、甲州市）
- 中巨摩郡（昭和町）
- 南巨摩郡（富士川町）
- 西八代郡（市川三郷町）

### 都市雇用圏
2010年国勢調査の基準では甲府市を中心都市とした8市3町で都市雇用圏を構成し、2015年の人口は586,986人である。一方、中心都市のDID（人口集中地区）人口は15万4036人である。上記の基準と違い、労働者の通勤先の比率により変動する。
1980年代は人口集中地区より10km以内にある市町村のみ圏内であったが、バイパス道路の整備による都市圏拡大や、平成の大合併により都市圏内に取り込まれる地域が増えている。
通勤率が最も高い自治体は甲斐市の28.76%であり、以下は通勤率上位5つの自治体である（2015年国勢調査）。
| 順位 | 自治体     | 通勤率 |
| ---- | ---------- | ------ |
| 1    | 甲斐市     | 28.7%  |
| 2    | 昭和町     | 28.4%  |
| 3    | 中央市     | 23.2%  |
| 4    | 笛吹市     | 21.2%  |
| 5    | 市川三郷町 | 15.8%  |

#### 都市雇用圏の変遷
表を縮小するため、上述の甲府広域市町村圏の地域を「広域圏」と表示する。 
| 自治体 ('80) | 1980年                 | 1990年                 | 1995年                 | 2000年                 | 2005年                 | 2010年                 | 自治体 （現在） |
| ------------ | ---------------------- | ---------------------- | ---------------------- | ---------------------- | ---------------------- | ---------------------- | --------------- |
| 鰍沢町       | -                      | 甲府 都市圏 57万0737人 | -                      | -                      | -                      | 甲府 都市圏 60万1592人 | 富士川町        |
| 増穂町       | 甲府 都市圏 47万6543人 | 甲府 都市圏 57万0737人 | 甲府 都市圏 59万7304人 | 甲府 都市圏 61万4835人 | -                      | 甲府 都市圏 60万1592人 | 富士川町        |
| 広域圏       | 甲府 都市圏 47万6543人 | 甲府 都市圏 57万0737人 | 甲府 都市圏 59万7304人 | 甲府 都市圏 61万4835人 | 甲府 都市圏 60万0545人 | 甲府 都市圏 60万1592人 | 広域圏          |
| 双葉町       | 甲府 都市圏 47万6543人 | 甲府 都市圏 57万0737人 | 甲府 都市圏 59万7304人 | 甲府 都市圏 61万4835人 | 甲府 都市圏 60万0545人 | 甲府 都市圏 60万1592人 | 広域圏          |
| 豊富村       | 甲府 都市圏 47万6543人 | 甲府 都市圏 57万0737人 | 甲府 都市圏 59万7304人 | 甲府 都市圏 61万4835人 | 甲府 都市圏 60万0545人 | 甲府 都市圏 60万1592人 | 広域圏          |
| 中道町       | 甲府 都市圏 47万6543人 | 甲府 都市圏 57万0737人 | 甲府 都市圏 59万7304人 | 甲府 都市圏 61万4835人 | 甲府 都市圏 60万0545人 | 甲府 都市圏 60万1592人 | 広域圏          |
| 山梨市       | 甲府 都市圏 47万6543人 | 甲府 都市圏 57万0737人 | 甲府 都市圏 59万7304人 | 甲府 都市圏 61万4835人 | 甲府 都市圏 60万0545人 | 甲府 都市圏 60万1592人 | 山梨市          |
| 韮崎市       | 甲府 都市圏 47万6543人 | 甲府 都市圏 57万0737人 | 甲府 都市圏 59万7304人 | 甲府 都市圏 61万4835人 | 甲府 都市圏 60万0545人 | 甲府 都市圏 60万1592人 | 韮崎市          |
| 春日居町     | 甲府 都市圏 47万6543人 | 甲府 都市圏 57万0737人 | 甲府 都市圏 59万7304人 | 甲府 都市圏 61万4835人 | 甲府 都市圏 60万0545人 | 甲府 都市圏 60万1592人 | 笛吹市          |
| 石和町       | 甲府 都市圏 47万6543人 | 甲府 都市圏 57万0737人 | 甲府 都市圏 59万7304人 | 甲府 都市圏 61万4835人 | 甲府 都市圏 60万0545人 | 甲府 都市圏 60万1592人 | 笛吹市          |
| 御坂町       | 甲府 都市圏 47万6543人 | 甲府 都市圏 57万0737人 | 甲府 都市圏 59万7304人 | 甲府 都市圏 61万4835人 | 甲府 都市圏 60万0545人 | 甲府 都市圏 60万1592人 | 笛吹市          |
| 八代町       | 甲府 都市圏 47万6543人 | 甲府 都市圏 57万0737人 | 甲府 都市圏 59万7304人 | 甲府 都市圏 61万4835人 | 甲府 都市圏 60万0545人 | 甲府 都市圏 60万1592人 | 笛吹市          |
| 境川村       | 甲府 都市圏 47万6543人 | 甲府 都市圏 57万0737人 | 甲府 都市圏 59万7304人 | 甲府 都市圏 61万4835人 | 甲府 都市圏 60万0545人 | 甲府 都市圏 60万1592人 | 笛吹市          |
| 三珠町       | 甲府 都市圏 47万6543人 | 甲府 都市圏 57万0737人 | 甲府 都市圏 59万7304人 | 甲府 都市圏 61万4835人 | 甲府 都市圏 60万0545人 | 甲府 都市圏 60万1592人 | 市川三郷町      |
| 市川大門町   | 甲府 都市圏 47万6543人 | 甲府 都市圏 57万0737人 | 甲府 都市圏 59万7304人 | 甲府 都市圏 61万4835人 | 甲府 都市圏 60万0545人 | 甲府 都市圏 60万1592人 | 市川三郷町      |
| 六郷町       | 甲府 都市圏 47万6543人 | 甲府 都市圏 57万0737人 | 甲府 都市圏 59万7304人 | 甲府 都市圏 61万4835人 | 甲府 都市圏 60万0545人 | 甲府 都市圏 60万1592人 | 市川三郷町      |
| 八田村       | 甲府 都市圏 47万6543人 | 甲府 都市圏 57万0737人 | 甲府 都市圏 59万7304人 | 甲府 都市圏 61万4835人 | 甲府 都市圏 60万0545人 | 甲府 都市圏 60万1592人 | 南アルプス市    |
| 白根町       | 甲府 都市圏 47万6543人 | 甲府 都市圏 57万0737人 | 甲府 都市圏 59万7304人 | 甲府 都市圏 61万4835人 | 甲府 都市圏 60万0545人 | 甲府 都市圏 60万1592人 | 南アルプス市    |
| 若草町       | 甲府 都市圏 47万6543人 | 甲府 都市圏 57万0737人 | 甲府 都市圏 59万7304人 | 甲府 都市圏 61万4835人 | 甲府 都市圏 60万0545人 | 甲府 都市圏 60万1592人 | 南アルプス市    |
| 櫛形町       | 甲府 都市圏 47万6543人 | 甲府 都市圏 57万0737人 | 甲府 都市圏 59万7304人 | 甲府 都市圏 61万4835人 | 甲府 都市圏 60万0545人 | 甲府 都市圏 60万1592人 | 南アルプス市    |
| 甲西町       | 甲府 都市圏 47万6543人 | 甲府 都市圏 57万0737人 | 甲府 都市圏 59万7304人 | 甲府 都市圏 61万4835人 | 甲府 都市圏 60万0545人 | 甲府 都市圏 60万1592人 | 南アルプス市    |
| 塩山市       | -                      | 甲府 都市圏 57万0737人 | 甲府 都市圏 59万7304人 | 甲府 都市圏 61万4835人 | 甲府 都市圏 60万0545人 | 甲府 都市圏 60万1592人 | 甲州市          |
| 一宮町       | -                      | 甲府 都市圏 57万0737人 | 甲府 都市圏 59万7304人 | 甲府 都市圏 61万4835人 | 甲府 都市圏 60万0545人 | 甲府 都市圏 60万1592人 | 笛吹市          |
| 芦川村       | -                      | -                      | -                      | 甲府 都市圏 61万4835人 | 甲府 都市圏 60万0545人 | 甲府 都市圏 60万1592人 | 笛吹市          |
| 勝沼町       | -                      | -                      | -                      | 甲府 都市圏 61万4835人 | 甲府 都市圏 60万0545人 | 甲府 都市圏 60万1592人 | 甲州市          |
| 大和村       | -                      | -                      | -                      | -                      | 甲府 都市圏 60万0545人 | 甲府 都市圏 60万1592人 | 甲州市          |
| 牧丘町       | -                      | -                      | -                      | -                      | 甲府 都市圏 60万0545人 | 甲府 都市圏 60万1592人 | 山梨市          |
| 三富村       | -                      | -                      | -                      | -                      | 甲府 都市圏 60万0545人 | 甲府 都市圏 60万1592人 | 山梨市          |
| 芦安村       | -                      | -                      | -                      | -                      | 甲府 都市圏 60万0545人 | 甲府 都市圏 60万1592人 | 南アルプス市    |
| 上九一色村   | -                      | -                      | -                      | -                      | 甲府 都市圏 60万0545人 | 甲府 都市圏 60万1592人 | 広域圏          |
| 上九一色村   | -                      | -                      | -                      | -                      | -                      | -                      | 富士河口湖町    |

- 2003年4月1日：中巨摩郡八田村、白根町、芦安村、若草町、櫛形町、甲西町が新設合併して新たに南アルプス市となった。
- 2003年11月15日：南都留郡河口湖町、勝山村、足和田村が新設合併して新たに南都留郡富士河口湖町となった。
- 2004年10月12日：東八代郡石和町、御坂町、一宮町、八代町、境川村、東山梨郡春日居町が新設合併して新たに笛吹市となった。
- 2005年3月22日：山梨市（旧）、東山梨郡牧丘町、三富村が新設合併して新たに山梨市となった。
- 2005年10月1日：西八代郡市川大門町、三珠町、六郷町が新設合併して新たに西八代郡市川三郷町となった。
- 2005年11月1日：塩山市、東山梨郡勝沼町、大和村が新設合併して新たに甲州市となった。
- 2006年3月1日：中巨摩郡中道町と西八代郡上九一色村のうち古関・梯地区が甲府市に編入、上九一色村の残り箇所が南都留郡富士河口湖町に編入された。
- 2006年8月1日：東八代郡芦川村が笛吹市に編入された。
- 2010年3月8日：南巨摩郡増穂町と鰍沢町が新設合併して新たに富士川町となった。

### 広域市町村圏
1972年（昭和47年）に首都圏整備法に基づく都市開発区域の事業を推進するため甲府市と中巨摩郡の5町村（竜王町、敷島町、昭和町、田富町、玉穂村（のちに玉穂町））の6市町村が指定を受けた。この6市町村は1973年（昭和48年）に甲府地区広域行政事務組合を設立し、消防本部をはじめ各種共同で事業を行なっている。
平成の大合併においては、合併前の広域行政組合内での広域合併は見られず、2004年（平成16年）9月1日に旧双葉町域を圏内に含む竜王町、敷島町、北巨摩郡双葉町が合併して甲斐市が誕生し、その後も2006年（平成18年）2月20日に玉穂町、田富町、東八代郡豊富村が合併して中央市に、同年3月1日に中巨摩郡中道町と西八代郡上九一色村のうち古関・梯地区が甲府市に編入（残り地域は南都留郡富士河口湖町に編入）し、旧豊富村、旧中道町、旧上九一色村の古関・梯地区が含まれ、現在は甲府市、甲斐市、中央市、昭和町の3市1町が甲府広域市町村圏となっている。但し消防本部に関しては旧双葉町域が峡北消防本部、旧上九一色村の古関・梯地区が富士五湖消防本部の管轄であるため、甲府地区広域行政事務組合消防本部の管轄外になっている。

### その他分類
上記の行政による定義以外にも企業や教育などによる定義が存在する。

#### 都市計画区域
山梨県が提唱する範囲。周辺部との転入・転出調査や交通流動調査などに使用されている。構成は甲府市（山間部除く）、甲斐市（旧竜王町地域のみ）、中央市（旧豊富村地域を除く）、昭和町の3市1町で固定されている。

#### 単位料金区域による分類
甲府市内から市内通話料金で電話がかけられる単位料金区域（MA）である甲府MAの範囲は以下の様になっている。
- 甲府市（旧上九一色村地域は富士吉田MAのため除く）
- 甲斐市（旧双葉町地域は韮崎MAのため除く）
- 笛吹市（旧春日居町地域は山梨MAのため除く）
- 中央市
- 南アルプス市
- 昭和町
- 市川三郷町（旧六郷町地域は鰍沢青柳MAのため除く）

上記範囲内の電話番号は055-2EF-GHIJと055-30F-GHIJの2通りがある。但し甲府地域の天気予報ダイヤルとして0552-177を使用しているため、055-217-GHIJは除外されている。

かつては0552-EF-GHIJであったが番号が枯渇する恐れがあり、EFの13〜16、18、19などを市内局番に捻出するため、1999年1月1日に市外局番を1桁ずらした。後に、DEが30の番号を甲府MAに追加。DEFの部分が300〜309の場合は山梨MAと区別された。

#### 総合選抜による分類
現在は全県一学区だが、2006年までは甲府学区で、甲府市内の県立高等学校全日制普通科の格差をなくすため、甲府総合選抜を1968年から行っていた。甲府総合選抜に参加していた高等学校は以下の通り。
- 山梨県立甲府第一高等学校（1968年参加）
- 山梨県立甲府南高等学校（1968年参加）
- 山梨県立甲府西高等学校（1975年参加、1997年に単位制採用のため離脱）
- 山梨県立甲府東高等学校（1977年参加）
- 山梨県立甲府昭和高等学校（1984年参加）

全日制普通科の甲府学区は総合選抜対象の上記5校が設けられている甲府市と昭和町のほか、甲斐市（旧竜王町と敷島町地域）と中央市（旧玉穂町と田富町地域）も含まれていた。
また、甲府南高設置の理数科を含む全日制専門学科の高校や定時制・通信制高校は2006年以前も全県学区である。

## 交通

### 鉄道
甲府駅を中心にJR東日本管轄の中央本線が東西にかけてとJR東海管轄の身延線が南へ伸びている。山梨県内の中央本線は東京近郊区間に含まれており、JR東日本のICカード『Suica』などの交通系ICカードが利用可能である。他方、JR東海の身延線は合理化によってワンマン運転が拡大した一方、ICカード『TOICA』など交通系ICカードに対応した改札システムの導入予定がないことから、中央本線や山梨交通バス利用者との格差が生じている。
かつては甲府駅から現在の南アルプス市を経由して富士川町（旧増穂町域）まで伸びる山梨交通電車線が存在したが、利用者減少や災害の影響で1963年に廃止されている。

### 道路
1980年代に中央自動車道が全面開通し、国道20号のバイパス道路が相次いで整備されたが、いずれも甲府市中心部を避ける形で通っている。甲府市から平和通りや城東通り、さらには美術館通りやアルプス通りが中央自動車道や国道20号に向かって放射線状に伸びているが、城東通りや美術館通りなど片側一車線の道路が多く、かつ国母交差点など国道20号との交点では常に渋滞が発生しているため、自動車で中心部へ向かうのには予想以上に時間を要している状況である。
現在は中央自動車道や国道20号でトラブルが発生した場合の代替道路として中部横断自動車道や甲西道路、新山梨環状道路の整備が行なわれている。

### バス
路線バスは一部区間で富士急行系列のバスが走行しているが、その他はほぼすべて山梨交通系列のバスで運行されており、甲斐市、南アルプス市などでは自治体運営のコミュニティバスを運行している。

甲府市内を走行する路線バスは、富士急バス運行の「上九一色・中道地区コミュニティバス」と、山梨交通運行の45系統「鰍沢営業所 - 十五所 - アルプス通り - 一高前線」を除き、かならず甲府駅を発着または経由する。運行間隔は甲府市の中心部では2 - 10分と高頻度で運行している区間もあるが、中距離になると本数が減少し、場所や系統によっては2 - 3時間に1本走行しているかどうかの地域もある。また上述の道路項目の通り道路の問題で渋滞に巻き込まれやすく、特にラッシュ時は定時運行ができない状態になっている。
高速バスは新宿駅方面へ向かう中央高速バス新宿線をはじめ中京圏や近畿圏、羽田空港や成田空港へ向かうバスが運行されている。これらの高速バスは甲府都市圏内の主要地点にバス停が設置されており、甲府駅まで向かわなくとも最寄のバス停から直接目的地へ向かうことができる。
山梨交通は交通系ICカードの先進事業者で、現在は直営の路線バスや新宿線などの高速バスではPASMOなどの交通系ICカードを利用することができる。